# Pica
Pica (wym. /ˈpʲika/, z łac. pica „sroka”) – zaburzenie psychiczne polegające na spożywaniu substancji niejadalnych.

## Etiologia
Etiologia piki do dziś nie została rozwikłana. Postuluje się rolę wielu różnych czynników w powstawaniu tego zaburzenia. Można wśród nich wyróżnić czynniki biochemiczne, psychospołeczne, psychodynamiczne, kulturowe i socjoekonomiczne.
Przyczyn piki upatruje się między innymi w deprywacji bądź odwrotnie, nadmiernej stymulacji środowiskowej, ale też niedoborach soli mineralnych, zwłaszcza żelaza czy cynku, ale też wapnia i witamin: tiaminy, niacyny, innych witamin z grupy B czy kwasu askorbinowego. Nie wyklucza się też roli czynników kulturowych. Niektóre prace wspominają o pice sankcjonowanej kulturowo, jednak zarówno ICD-10, jak i DSM nie pozwalają postawić rozpoznania w takich przypadkach.
Pikę łączy się z niedokrwistością z niedoboru żelaza. Obserwuje się ją wobec tego najczęściej u niedożywionych dzieci bądź kobiet w ciąży, najczęściej zamieszkujących kraje rozwijające się. Pojedynczy przypadek dotyczył pacjentki po operacji bariatrycznej.

## Obraz kliniczny
Pacjent z picą spożywa przedmioty niejadalne, choć pica bywa także definiowana jako niezwykły głód na przedmioty zarówno jadalne, jak i niejadalne. Może to być na przykład farba czy też ziemia. Obraz tego zaburzenia nie jest jednorodny. Do piki zalicza się ksylofagię, czyli spożywanie papieru. Pacjenci mogą także zjadać ołówki, korę drzew czy też przedmioty wykonane z drewna. Do najpopularniejszych odmian piki należy także pagofagia, czyli spożywanie lodu.
Objawy takie występować mogą u osób z upośledzeniem umysłowym lub całościowym zaburzeniem rozwoju. Traktuje się ją wtedy jako objaw głównego rozpoznania. Zjadany może być kał (koprofagia). Obserwowano ją także w zespole Kleinego-Levina oraz schizofrenii.
Pica może być samodzielnym rozpoznaniem. Może więc występować u małych dzieci. Często opisuje się tutaj zjadanie farby.
Inną grupą, wśród której opisywano picę, są ciężarne kobiety zjadające ziemię.
Ponadto o pice mówić można w przypadku dorosłych niewykazujących żadnych innych problemów zdrowia psychicznego, którzy żują końcówki ołówków, zapałki, lód.

## Kryteria diagnostyczne
ICD-10 umieszcza picę w rozdziale V, obejmującym zaburzenia psychiczne i zaburzenia zachowania. Dalej czyni rozróżnienie na picę u dzieci i u dorosłych. Pica u dzieci umieszczona została wśród zaburzeń zachowania i emocji z początkiem w dzieciństwie (F90-98). W ich obrębie zalicza ją do innych zaburzeń i emocji rozpoczynających się zwykle w dzieciństwie i w wieku młodzieńczym (F98), wraz z nieorganicznym moczeniem mimowolnym czy zanieczyszczaniem się kałem, a także zaburzeniem odżywiania się w niemowlęctwie lub dzieciństwie (z którymi należy picę różnicować). Figuruje pod nazwą pica w niemowlęctwie lub dzieciństwie. Przyporządkowuje jej się kod F98.3 (należy go używać tylko wtedy, gdy omawiane objawy nie wchodzą w skład obrazu klinicznego innego zaburzenia psychicznego, z wyłączeniem upośledzenia umysłowego).
Kryteria ICD-10 pozwalające na postawienie rozpoznania piki są następujące:

A. Utrwalone lub powtarzające się co najmniej dwukrotnie w tygodniu zjadanie substancji niespożywczych (niejadalnych).

B. Czas trwania zaburzenia wynosi co najmniej miesiąc (do niektórych celów badawczych można wybrać minimalny okres trwania obejmujący 3 miesiące).

C. Dziecko nie przejawia żadnych innych zaburzeń psychicznych lub zaburzeń zachowania według ICD-10 (innych niż upośledzenie umysłowe, F70-F79).

D. Wiek kalendarzowy i umysłowy dziecka wynosi co najmniej 2 lata.

E. Zachowanie związane z jedzeniem nie jest częścią praktyki uznanej kulturowo.

U osób dorosłych nie ma oddzielnego kodu oznaczającego picę. Koduje się ją jako inne zaburzenia odżywiania się (F50.8), należące do zaburzeń odżywiania się (F50) i zespołów behawioralnych związanych z zaburzeniami fizjologicznymi i czynnikami fizycznymi (F50-F59).
DSM-5 umieszcza picę wśród zaburzeń jedzenia i odżywiania się. Przewiduje następujące kryteria diagnostyczne:

A. Utrwalone spożywanie niejadalnych substancji przez okres co najmniej 1 miesiąca.

B. Spożywanie niejadalnych substancji jest niewłaściwe dla danego wieku rozwojowego.

C. Opisane zachowanie związane z odżywaniem się nie jest częścią praktyki rozpowszechnionej w danym kręgu kulturowym ani nie ma poparcia społecznego.

D. Jeśli zachowanie związane z odżywianiem się występuje wyłącznie w przebiegu innego zaburzenia psychicznego (np. niepełnosprawności intelektualnej [Zaburzenia rozwoju intelektualnego], zaburzenia należącego do spektrum autyzmu, schizofrenii) lub stanu ogólnomedycznego (w tym ciąży), jest wystarczająco poważne, by stać się przedmiotem zainteresowania klinicznego.

Odpowiedni kod to 305.52. Należy ponadto określić, czy rozpoznane zaburzenie nie jest w remisji.

## Powikłania
Pica grozić może powikłaniami, do których zaliczają się zatrucia (w tym metalami ciężkimi, które mogą wchodzić w skład farb), zakażenia pasożytami, niedobory pokarmowe.

## Epidemiologia
Częstość występowania piki nie została dokładnie zbadana. Wśród małych dzieci objawy takie obserwuje się u ¼-⅓ populacji. Jest najczęstszym zaburzeniem odżywiania u dzieci z zaburzeniami rozwoju. Z kolei wśród czarnoskórych kobiet z niższych warstw społecznych odnotowano je u 40–50%. Natomiast u osób upośledzonych przebywających w instytucjach opiekuńczych występują u 9–25%.
Jeśli chodzi o pacjentów z picą, to jedna czwarta-jedna trzecia z nich to małe dzieci, jedna piąta to ciężarne, zaś 10–15% dotyczy osób z trudnościami w nauce.

## Leczenie
Pica najczęściej ustępuje samoistnie, bez leczenia. Jeśli jednak tak się nie dzieje, można wdrożyć psychoterapię indywidualną i rodzinną, zwłaszcza behawioralną.

## Przebieg
Przebieg może być łagodny, zaburzenie może ustąpić bez leczenia, co najczęściej się dzieje. Niekiedy jednak zaburzenie przebiega ciężko, nawet z zagrożeniem życia.

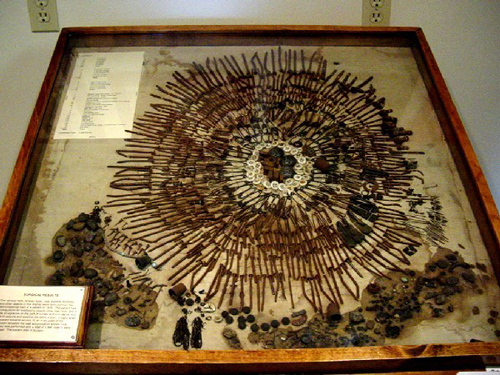
Zawartość żołądka osoby z picą

## Historia
Pica (określana jako cachexia africana lub dirt eating) była w XIX w. opisywana przez zwolenników naukowego rasizmu w Stanach Zjednoczonych jako jedna z chorób mających podłoże rasowe i charakterystycznych dla „rasy czarnej”. Jej opis znalazł się w pracy doktora Samuela A. Cartwrighta Report on the Diseases and Physical Peculiarities of the Negro Race (1851) obok takich „chorób” jak drapetomania (choroba psychiczna mająca się objawiać skłonnością niewolników do ucieczki). Jako środek leczniczy Cartwright proponował kary cielesne i ciężką pracę. Współczesna medycyna wiąże występowanie piki wśród czarnych niewolników z niedoborami w diecie i nie potwierdza większej częstości tej choroby wśród Afroamerykanów.

## Klasyfikacja ICD10
| kod ICD10     | nazwa choroby                         |
| ------------- | ------------------------------------- |
| ICD-10: F50.8 | Pica u dorosłych                      |
| ICD-10: F98.3 | Pica w niemowlęctwie lub dzieciństwie |